# Valleroy (Alto Marne)
 Valleroy  es una población y comuna francesa, en la región de Champaña-Ardenas, departamento de Alto Marne, en el distrito de Langres y cantón de Fayl-Billot.
Entre 1972 y 1985 estuvo incorporado a Pressigny.

## Demografía[1]
| 133 | 152 | 205 | 193 | 184 | 152 | 158 | 162 | 155 | 148 | 134 | 126 | 133 | 130 | 122 | 118 | 114 | 108 | 98 | 91 | 86 | 65 | 62 | 56 | 48 | 62 | 51 | 39 | 39 | 44 | 53 | 33 | 29 | 29 |
| Para los censos de 1962 a 1999 la población legal corresponde a la población sin duplicidades (Fuente: INSEE [Consultar]) |     |     |     |     |     |     |     |     |     |     |     |     |     |     |     |     |     |    |    |    |    |    |    |    |    |    |    |    |    |    |    |    |    |